# Gospodarka Islandii
Gospodarka Islandii łączy strukturę kapitalistyczną i zasady wolnego rynku z rozbudowanym systemem opieki społecznej.
Z wyjątkiem krótkiego okresu podczas kryzysu w 2008 r. Islandia osiągnęła w ostatnich latach wysoki wzrost, niskie bezrobocie i wyjątkowo równomierny rozkład dochodów. Rozwija się przemysł wytwórczy i usługowy, szczególnie w dziedzinie turystyki, produkcji oprogramowania i biotechnologii. Bogate źródła energii geotermalnej i wodnej przyciągnęły znaczne inwestycje zagraniczne w sektorze aluminium, przyspieszyły wzrost gospodarczy i wzbudziły zainteresowanie firm z branży zaawansowanych technologii, które chcą założyć centra danych z wykorzystaniem taniej zielonej energii.

## System walutowy
Obowiązującą w Islandii walutą jest korona islandzka (ISK). Kurs ISK do EUR w dn. 23.04.2020 wynosił 0,0063 (ISK za 1 EUR), a kurs ISK do USD wyniósł 0,0068.

## Główne bogactwa naturalne
Głównymi zasobami naturalnymi Islandii są energia wodna, energia geotermiczna i diatomity. Islandzki przemysł energii odnawialnej zapewnia prawie 85% krajowej energii pierwotnej. W szklarniach ogrzewanych energią geotermiczną uprawiane są warzywa, owoce i kwiaty.

## Główne sektory gospodarki

### Turystyka

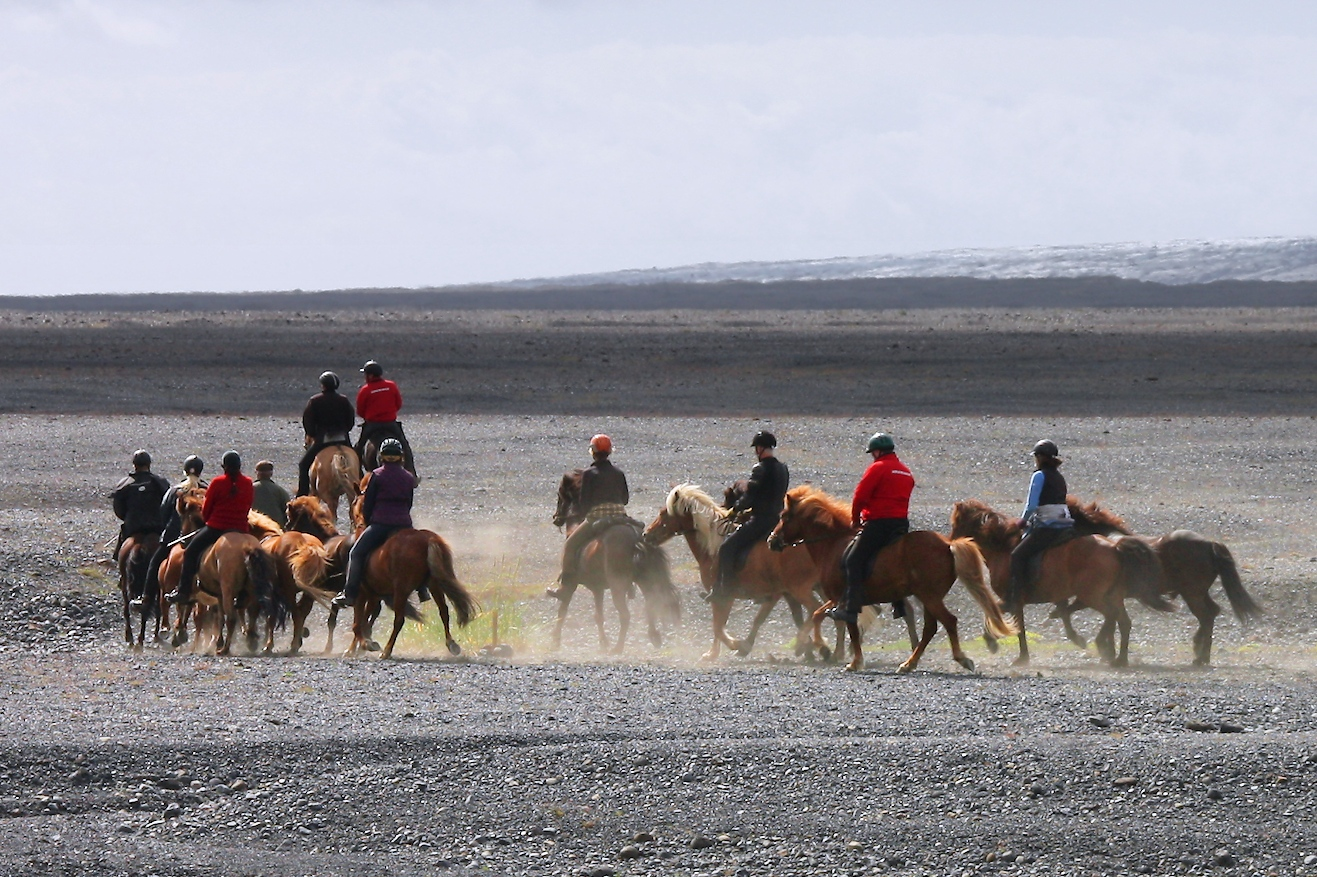
Turystyka konna w Parku Narodowym Vatnajökull

W ostatnim czasie zaobserwować można zmianę głównego źródła wzrostu gospodarczego – z sektora rybnego na sektor turystyczny. Od 2010 r. turystyka stała się głównym motorem wzrostu gospodarczego Islandii. W latach 2010–2017 liczba turystów odwiedzających Islandię wzrosła o prawie 400%. Liczba turystów odwiedzających Islandię w ciągu roku osiągnęła w 2016 r. 4,5-krotność populacji Islandii.

### Ryby
Poza sektorem turystycznym podstawą gospodarki Islandii jest rybołówstwo. Produkty rybne stanowią ok. 40% wyprodukowanych towarów.

### Aluminium
Coraz większe znaczenie ma przetwórstwo aluminium oparte na bogatych zasobach energii odnawialnej, której nadwyżki są wykorzystywane do rozwoju przemysłów energochłonnych, w tym znaczącej dla gospodarki Islandii produkcji aluminium, choć Islandia nie posiada własnych złóż boksytów.

### Odnawialne źródła energii
Na Islandii jest realizowany ambitny program, którego celem jest pierwsza na świecie całkowita rezygnacja z paliw kopalnych. Głównym źródłem energii, stosowanym powszechnie zarówno w przemyśle, jak i gospodarstwach domowych oraz w transporcie, będzie wodór. Przyjęty przez parlament islandzki program przewiduje stosowanie w transporcie na szeroką skalę samochodów i autobusów napędzanych silnikami elektrycznymi, czerpiącymi energię z wodorowych ogniw paliwowych.

## Handel zagraniczny
Najważniejsi partnerzy eksportowi Islandii wg statystyk na 2018 r. to: Holandia (udział ok. 30%), Wielka Brytania (9,9%), Hiszpania (8,3%), USA (6,9%), Francja (6,4%), Niemcy (6,%), Norwegia (5,2%). Polska z udziałem 1,2% eksportu jest 14 partnerem Islandii.
Główne kierunki importu Islandii wg statystyk za 2018 r.: Norwegia (11,5%), Chiny (8,9%), Niemcy (8,7%), USA (8,4%), Holandia (6,3%), Dania (6,3%), Wielka Brytania (5,3%), Australia (4,4%) Szwecja (4,3%). Polska z udziałem 2,3% importu Islandii jest 13 partnerem.
Obroty handlowe z UE stanowią 59% handlu zagranicznego Islandii. 73% islandzkiego eksportu trafia do UE. Eksport Islandii do UE składa się głównie z metali nieszlachetnych i z nich wytworzonych artykułów (54%) oraz produktów pochodzenia zwierzęcego (34%). Islandia jest piątym co do wielkości eksporterem ryb i produktów rybołówstwa do UE, stanowiąc 5% importu ryb do UE.

## Rynek pracy
Islandzki rynek pracy jest w perspektywie średnio- i długookresowej raczej elastyczny, charakteryzuje się wysokimi wskaźnikami udziału w rynku pracy, dość młodym wiekiem i dobrym wykształceniem osób czynnych zawodowo oraz solidną bazą zasobów naturalnych, obejmującą bogate obszary połowowe i obfite odnawialne źródła energii.

## Historia
W 1994 r. weszło w życie Porozumienie EOG, które zapewnia Islandii, jak i innym państwom EFTA udział w rynku wewnętrznym Unii Europejskiej. Islandia przyjęła większość przepisów dotyczących czterech swobód.
W latach dziewięćdziesiątych w Islandii rozpoczął się proces deregulacji, liberalizacji i dywersyfikacji gospodarki; w ten sposób powstał duży sektor finansowy. W wyniku nadmiernego ryzyka, braku wystarczającego nadzoru sektora finansowego i dużych banków – w porównaniu z krajową gospodarką – islandzki sektor bankowy upadł w 2008 r. na fali globalnego kryzysu finansowego.
Korona islandzka znacznie straciła na wartości, co spowodowało wysoką inflację, nastąpił wzrost bezrobocia i spadek cen aktywów; wiele przedsiębiorstw stanęło w obliczu bankructwa, a konsumpcja gospodarstw domowych zmalała.
W ramach przeciwdziałania kryzysowi Islandia przedsięwzięła różne środki. Trzy główne banki zostały znacjonalizowane, zrestrukturyzowane i dokapitalizowane. Wprowadzono zabezpieczenia bilansu płatniczego ograniczające międzynarodowy przepływ kapitału, aby zapobiec wypływowi obcej waluty i dalszej dewaluacji islandzkiej korony. Podniesiono również podatki (od majątku, dochodowy, akcyzę i stawkę podatku VAT), wprowadzono nowy, trójfilarowy system podatku dochodowego od osób fizycznych oraz zmniejszono niektóre świadczenia socjalne, takie jak urlop macierzyński i ojcowski oraz zasiłki na dzieci. Ograniczono także wydatki publiczne na edukację i opiekę zdrowotną. Ucierpiało na tym wiele islandzkich gospodarstw domowych, które straciły znaczną część oszczędności i/lub dochodu.

## Transport
Islandia ma 12 869 km dróg publicznych, z czego 5040 km jest utwardzonych.
Islandia ma ponad 90 lotnisk, w tym jedno lotnisko międzynarodowe w Keflavíku oraz 14 innych lotnisk, do których odbywają się loty pasażerskie.
Główne porty znajdują się w Akureyri, Hornafjördur, Ísafjörður, Keflavíku, Raufarhöfn, Reykjavíku, Seyðisfjörður, Straumsvík i Vestmannaeyjar.